# Oncocnemis primula
Oncocnemis primula är en fjärilsart som beskrevs av Barnes och Mcdunnough 1918. Oncocnemis primula ingår i släktet Oncocnemis och familjen nattflyn. Inga underarter finns listade i Catalogue of Life.